# صلاح أحمد إبراهيم
صلاح أحمد إبراهيم (بالإنجليزية: Salah Ahmed Ibrahim)‏، شاعر ودبلوماسي سوداني شهير وأحد رواد مدرسة الغابة والصحراء ومن المجددين في الشعر.

## ميلاده
ولد في مدينة أم درمان، السودان في أواخر شهر كانون الأول / ديسمبر، 1933م.

## سيرته
تخرج في جامعة الخرطوم كلية الأداب. ينتمي صلاح احمد إبراهيم إلى أسرة ذات باع طويل في السياسة حيث كانت أخته فاطمة أحمد إبراهيم أول أمراة منتخبة برلمانيآ في إفريقيا والشرق الأوسط، انتمي صلاح احمد إبراهيم في بداياته الفكرية إلى الحزب الشيوعي السوداني ثم فصل بعدها على خلفية صراع بينه وبين سكرتير الحزب وقتها عبد الخالق محجوب.

## حياته العملية
- عمل صلاح احمد إبراهيم استاذاً في جامعة اكرا، بغانا كما عمل بالسلك الدبلوماسي بوزارة الخارجية السودانية وانتدب للعمل في المندوبية الدائمة السودان لدى الأمم المتحدة في نيويورك •
- تقلد منصب سفير السودان لدى الجزائر وترك المنصب احتجاجا على سياسة نظام الرئيس السوداني جعفر النميري، ومن ثم انتقل إلى العاصمة الفرنسية باريس وكتب لعدة صحف ومجلات تصدر بفرنسا.
- عمل خبيراً ومستشاراً لدى سفارة دولة قطر في باريس.

## أسلوبه الأدبي
يعد صلاح أحمد إبراهيم واحدا من الأدباء السودانيين والعرب الذين قاموا بتوظيف الرموز الأسطورية في بناء القصيدة للتعبير عن افكار ومعان ورؤى بطريقة غير مألوفة في الأدب العربي. وهو بذلك يحسب ضمن جماعة الديوان مثل بدر شاكر السياب وعبد الوهاب البياتي وعلي أحمد سعيد الملّقب أدونيس (وهو اسم اغريقي). واتسمت اشعاره بالأفكار القطعية القوية. كما يعد من جماعة ابولو الشعرية. وكان صلاح من أكثر الشعراء العرب استخداما للميثولوجيا الإغريقية ويتجلى ذلك في قصيدته «مَرِيّا». يقول فيها:
ليت لي إزميل فيدياس وروحا عبقرية
وأمامي تل مرمر لنحت الفتنة الهوجاء في مقاييسك تمثالا مكبر
ويقول أيضاً:
ليتني في قمَّةِ الأولمب
جالس وحواليَّ العرائس
وأنا في ذُروة الإلهام
بين المُلهماتْ
أحتسي خمرةَ باخوس النقيَّة
ويتوغل في الميثولوجيا:
ما لعشرينين باتت في سعير تتقلب
ترتدى ثوب عزوف
وهي في الخفية ترغب
وبصدرينا بروميثيوس في الصخرة مشدوداً يعذب
فبجسم الف نار وبجسم الف عقرب
وغداً تنفخُ في أشرِعتي أنفاسُ فُرْقة
وأنا أزدادُ نأياً مثْل يوليس وفي الأعماق حرقة

## مؤلفاته
ألف صلاح أحمد إبراهيم عدد من دواوين الشعر منها:
- غابة الأبنوس في عام 1959 م.
- غضبة الهبباي
- نحن والردى
- محاكمة الشاعر للسلطان الجائر

اشترك مع علي المك في إصدار مجموعة قصصية بعنوان «البرجوازية الصغيرة»
شارك في ترجمة كتاب «الأرض الآثمة» (بالإنجليزية Guilty land)، تأليف باتريك فان رنزبيرج

## وفاته
توفي صلاح أحمد إبراهيم في 17 مايو / أيار 1993م.

## نماذج من أعماله

### يا مريا
ليت لي ازْميل فدياس وروحاً عبقرية وأمامى تل مرمر
لنحت الفتنة الهوجاء في نفس مقاييسك تمثالاً مُكبر
وجعلت الشعر كالشلال: بعضُُ يلزم الكتف وبعض يتبعثر
وعلى الأهداب ليلاً لا يُفسر
وعلى الخدين نوراً يتكسر
وعلى الأسنان سُكر
وفماً كالأسد الغضبان زمجر
يرسل الهمس به لحنا معطر
وينادى شفة عطشى وأخرى تتحسر
وعلى الصدر نوافير جحيم تتفجر
وحزاماً في مضيقٍ، كلما قلتُ صغيرا كان منه الخصر أصغر
يا مريا
ليت لي إزميل فدياس وروحاً عبقرية
كنت أبدعتك يا ربة حسنى بيديَّ
يا مريا
ليتني في قمَّةِ الأولمب جالس وحواليَّ العرائس
وأنا في ذُروة الإلهام بين المُلهماتْ
أحتسي خمرةَ باخُوس النقيَّة
فإذا ما سرتْ النّشْوةُ فيَّ
أتداعى، وأُنادى: يا بنات
نقٍّّروا القيثار في رفقٍ وهاتوا الأغنياتْ
لمريا
ما لعشرينين باتت في سعير تتقلب
ترتدى ثوب عزوف وهي في الخفية ترغب
وبصدرينا بروميثيوس في الصخرة مشدوداً يعذب
فبجسم الف نار وبجسم الف عقرب
أنتِ يا هيلينُ
يا من عبرت تلقاءها بحر عروقي ألفُ مركبْ
يا عيوناً كالينابيعِ صفاءْ... ونداوة
وشفاهاً كالعناقيدِ امتلاءْ... وحلاوة
وخُدوداً مثل أحلامي ضِياءْ... وجمالا
وقواماً يتثنّى كبرياءْ... واخْتيِالا
ودَماً ضجَّتْ به كلُّ الشرايينِ اشتهاءْ..يا صبيَّة
تَصْطلي منهُ صباحاً ومساءْ... غجريَّة
يا مريّا
أنا من إفريقيا صحرائها الكبرى وخطِّ الاستواءْ
شحنتْني بالحراراتِ الشُموسْ
وشوتني كالقرابينِ على نارِ المجُوسْ
لفحتني فأنا منها كعودِ الأبنوسْ
وأنا منْجمُ كبْريت سريعِ الاشتعالْ
يتلظَّى كلًّما اشتمّ على بُعدٍ: تعالى
يا مريا
أنا من إفريقيا جوْعانُ كالطِّفلِ الصَّغيرْ
وأنا أهْفو إلى تُفاحة حمراء من يقربها يصبح مذنب
فهلُمي ودعي الآلهةَ الحمقاءَ تغضبْ
وانْبئيها أنها لم تحترم رغبة نفسٍ بشرية
أيُّ فردوسٍ بغيرِ الحبِّ كالصَّحراءِ مُجدبْ
وغداً تنفخُ في أشرِعتي أنفاسُ فُرْقة
وأنا أزدادُ نأياً مثْل يوليس وفي الأعماق حرقة
رُبما لا نلتقي ثانيةً يا مريا
فتعالى وقّعي أسمك بالنار هُنا في شفتي
ووداعاً يا مريا.